# Ахимас Вельде
Ахимас (по паспорту — Афанасий Петрович) Вельде — герой романов Бориса Акунина «Смерть Ахиллеса» и «Азазель».
Родился в 1842 году, в Чечне, в смешанной семье. Отец — немец из Пруссии, мать — чеченка из горного аула.
Родители принадлежали к общине (секте анабаптистского толка) «Христовых братьев». В 10 лет осиротел в результате набега абреков на общинную деревню Neues Welt, некоторое время жил в приюте для сирот в г. Скировске, затем был взят на воспитание дядей со стороны
матери Хасаном. В возрасте 11 лет Ахимас самостоятельно ликвидировал шайку абреков, убивших его родителей.
Дядя в совершенстве обучил Ахимаса владению
огнестрельным и холодным оружием. В
дальнейшем Ахимас обучался в гимназии, где получил классическое образование. В
гимназические годы ликвидировал своего обидчика одноклассника Кикина, мешавшего
обучению и притеснявшего его инспектора гимназии Тенетова. В возрасте 18-20
лет был компаньоном в торговом доме своего дяди «Хасан Радаев», занимавшемся
контрабандой, разбоем и продажей оружия горцам, воевавшим в отрядах имама
Шамиля. В результате ограбления дома
богатого купца Медведева приобрел значительные средства, позволившие ему
переехать в Европу, однако в перестрелке с охраной купца потерял дядю и
влюбленную в него девушку Женю.
Ахимас приобрел значительное
состояние, выполняя деликатные поручения как преступных организаций (например, устранив
федерального контролера в САСШ после Гражданской
войны), так и правительственных кругов (в Италии по заданию короля Умберто уничтожил
террориста-революционера. За это дело Ахимасу, помимо денег, был пожалован
графский титул.) Значительное состояние позволило ему завести на досуге два
приятных хобби - коллекционирование дорогих куртизанок и игру на рулетке,
причем благодаря своему хладнокровию и разработанной им системе в казино он
обычно оставался в выигрыше. В дальнейшем Ахимас построил себе виллу с видом на
Женевское озеро.
В 1882 Ахимас прибыл в Москву с целью
тайной ликвидации героя Русско-турецкой войны генерала Соболева, готовившего военный
переворот и временное отстранение от власти Романовых. Несмотря на то, что Ахимас
старался избегать политических дел, он согласился на этот контракт,
привлеченный небывало высоким гонораром в размере одного миллиона французских франков (аванс, полученный по безналичному расчету) и один миллион рублей (касса Михаила Соболева), который он должен забрать самостоятельно. Заказчиком
выступил брат царствующего императора великий князь Кирилл. Заказ был выполнен
вполне успешно, причина смерти Соболева выглядела, как результат внезапного
сердечного приступа, и Ахимас после некоторых волнений и приключений благополучно
получил причитающийся гонорар, который собирался использовать для приобретения
графского поместья на острове Санта-Кроче в Средиземном море. В Москве
Ахимас впервые в жизни нашел свою любовь в лице певицы и куртизанки Хельги
(Ванды) Толле, которую он освободил от опасной и обременительной связи с
германской стратегической разведкой. После выполнения заказа он планировал
уехать с Вандой в Италию, выкупить своё имение на острове и поселиться там
вдвоем с возлюбленной. Однако его планам не суждено было сбыться.
Ахимасу впервые за всю его карьеру встретился достойный противник - Эраст
Петрович Фандорин, чиновник для особых поручений при московском
генерал-губернаторе. Фандорину удается выследить Ахимаса и смертельно ранить
его в поединке. Умирая, Ахимас посылает Ванде последний привет - значительную
сумму денег, достаточную, чтобы она могла оставить ремесло куртизанки и вести
независимую жизнь.
Образ Вельде перекликается с образом неуязвимого греческого героя Ахилла, более подробно — в статье «Смерть Ахиллеса».
В «галерее портретов наемных убийц», созданной пером писателя Борис Акунина, Ахимас Вельде, несомненно, является
наиболее привлекательным персонажем. Это смелый, волевой, талантливый человек,
придерживающийся твердых жизненных принципов и собственной этики. Разумеется, в
силу его профессии, эта этика далека от морали общества. Однако образ этот «поневоле вызывает уважение» (фраза, весьма любимая Акуниным).